# Monument à Napoléon Ier (Rouen)
Pour les articles homonymes, voir Statue de Napoléon.
Le Monument à Napoléon Ier est une statue équestre en bronze du sculpteur Vital Gabriel Dubray située place du Général-de-Gaulle à Rouen,.

## Description
La statue équestre en bronze représente l'empereur Napoléon Ier en train de saluer sur son pur sang arabe cabré, le regard tourné vers la cathédrale. Le cheval repose sur trois appuis : les postérieurs et la queue du cheval. Le bronze provient de canons d'Austerlitz avec lesquels avaient été fondus les balanciers de l'hôtel de la Monnaie.
Le piédestal est l'œuvre de l'architecte du département, Louis-François Desmarest. D'une hauteur de 5,80 m, il est en granite de Flamanville, le socle étant en granite de Sainte-Honorine. Sur quatre panneaux en marbre griotte d'Italie sont gravées en lettres d'or les institutions impériales : « Empire français », « Code Napoléon », « Concordat », « Légion d'honneur ». Sur le devant du piédestal (face à la rue Jean-Lecanuet) est gravé sur le même marbre griotte : « À Napoléon Ier la Ville de Rouen et le Département de la Seine-Inférieure MDCCCLXV. » Sur l'arrière du piédestal (côté hôtel de ville) est inclus un bas-relief en bronze d'après un dessin de Jean-Baptiste Isabey représentant le premier consul lors de la visite de la manufacture des frères Sévène en 1802. Enfin, les cinq panneaux de marbre et le bas-relief sont enchâssés dans des cadres en bronze enchaînés les uns aux autres sur l'ensemble du pourtour du piédestal.

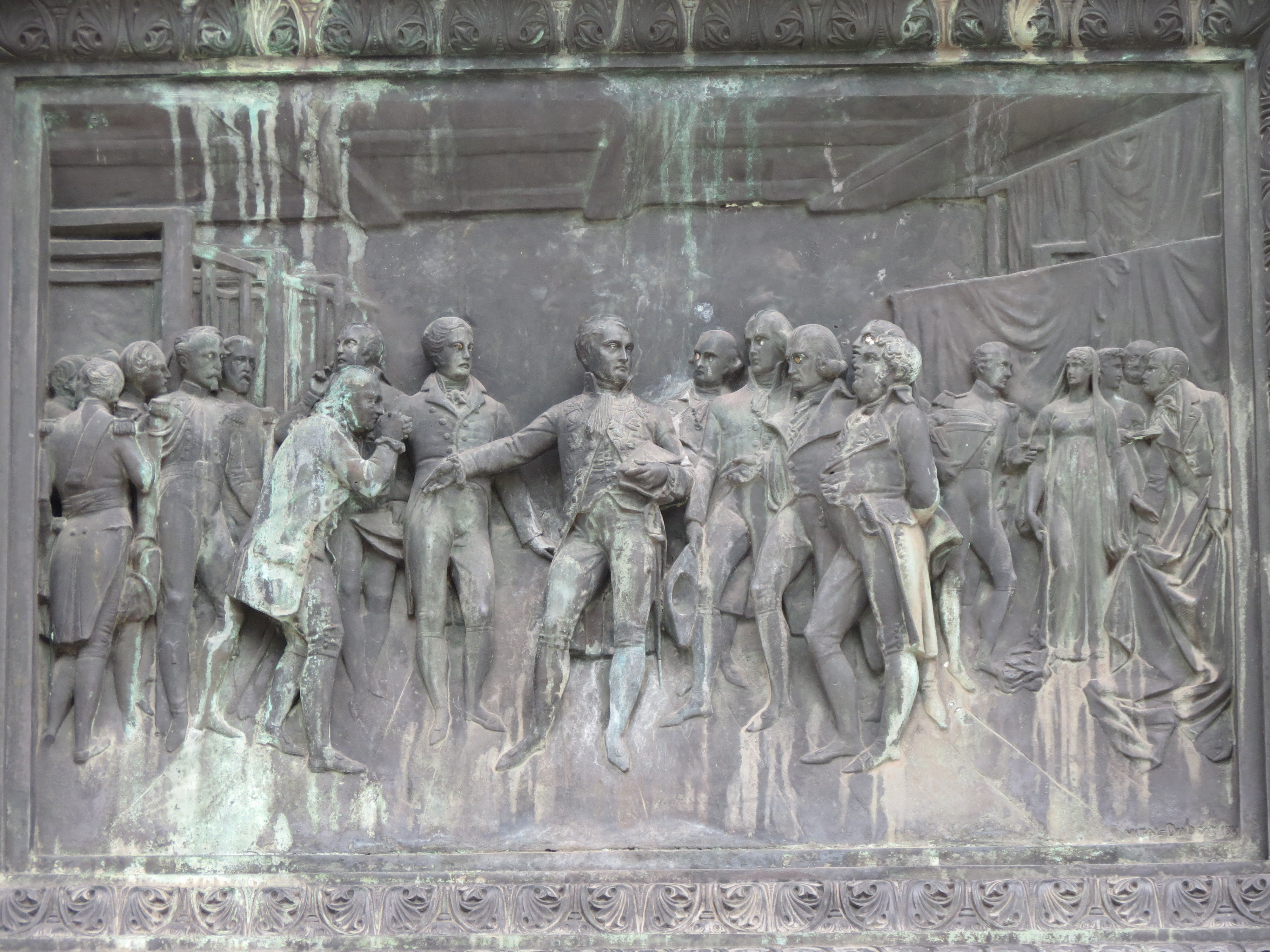
Bas-relief en bronze sur le piédestal du monument : « Le premier consul visite les manufactures du faubourg Saint-Sever et récompense le plus ancien ouvrier de l'industrie rouennaise 2 novembre 1802 ».
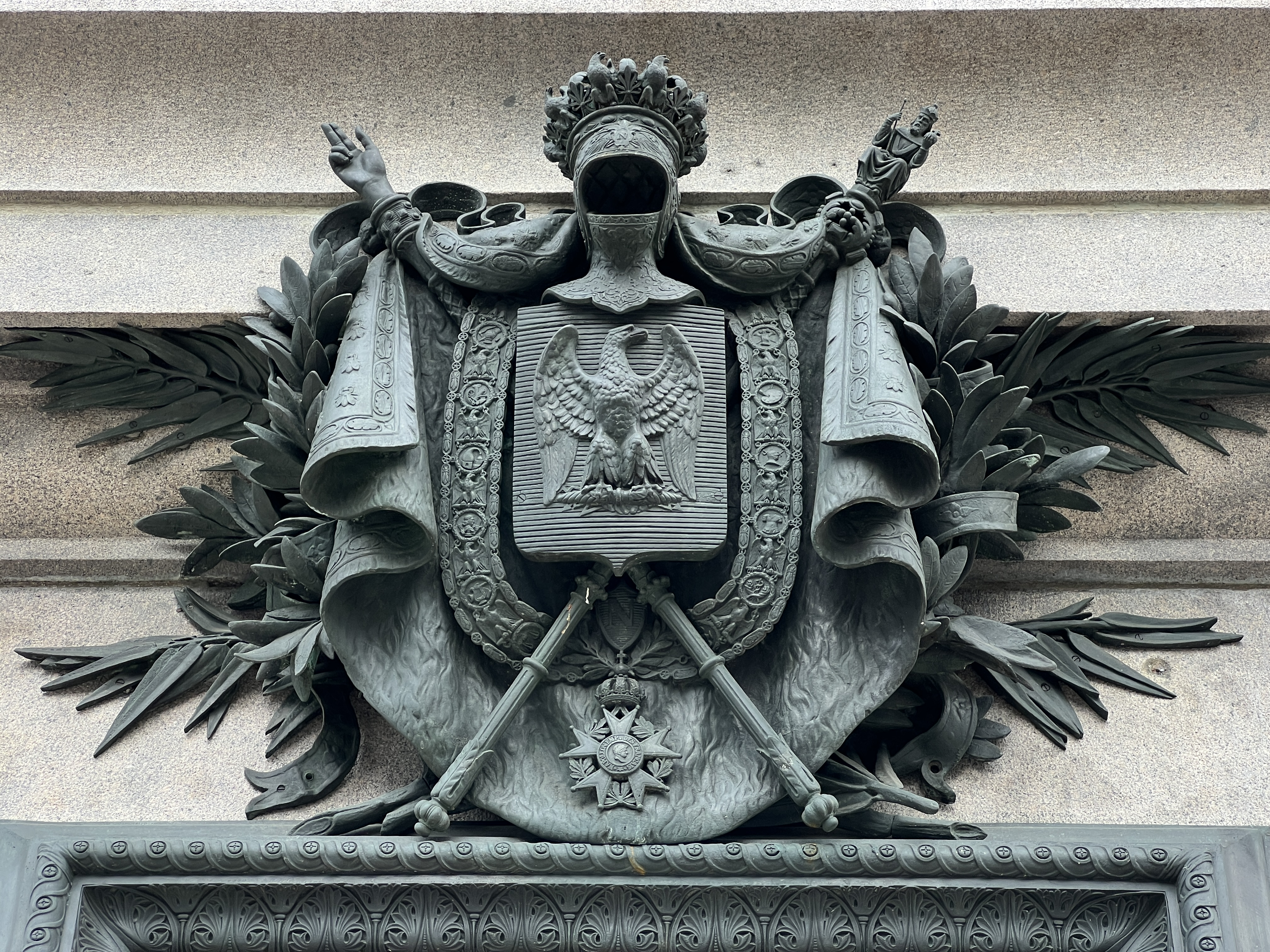
Blason de Napoléon Ier.

La statue et les bronzes décoratifs du piédestal — dont les blasons de l'empereur et de la Ville de Rouen — ont été réalisés dans les ateliers du fondeur Victor Thiébaut à Paris.

## Historique
Le monument est créé à la suite d'une souscription départementale lancée en 1853. Il est inauguré le 15 août 1865, jour anniversaire de Napoléon Ier, par le maréchal Vaillant, ministre des Beaux-Arts, en présence d'Alphonse Gautier, conseiller d'État, secrétaire général du ministère de la Maison de l'Empereur, et de Charles Verdrel, maire de Rouen,, qui déclare : « [La ville de Rouen] a élevé, au lieu même où il [Bonaparte] est descendu dans nos murs, un Monument destiné à rappeler qu'avec son règne a commencé pour nous une ère nouvelle et que notre industrie est une des créations de son génie ». Et de conclure : « […] que ce Monument du premier Empereur, autour duquel nous nous groupons tous avec bonheur, soit en même temps un gage de reconnaissance pour Lui […] ».
À cette occasion, Charles Verdrel est promu commandeur de la Légion d'honneur. Vital-Dubray, Louis-François Desmarest et Théodore Bachelet reçoivent également la Légion d'honneur. Un des frères Godard réalise une ascension en ballon depuis le Champ de Mars.
En 1935, la statue subit un nettoyage.
Sous l'Occupation, la statue échappe à la fonte des métaux non ferreux.

## Restauration de l'œuvre et projet de remplacement

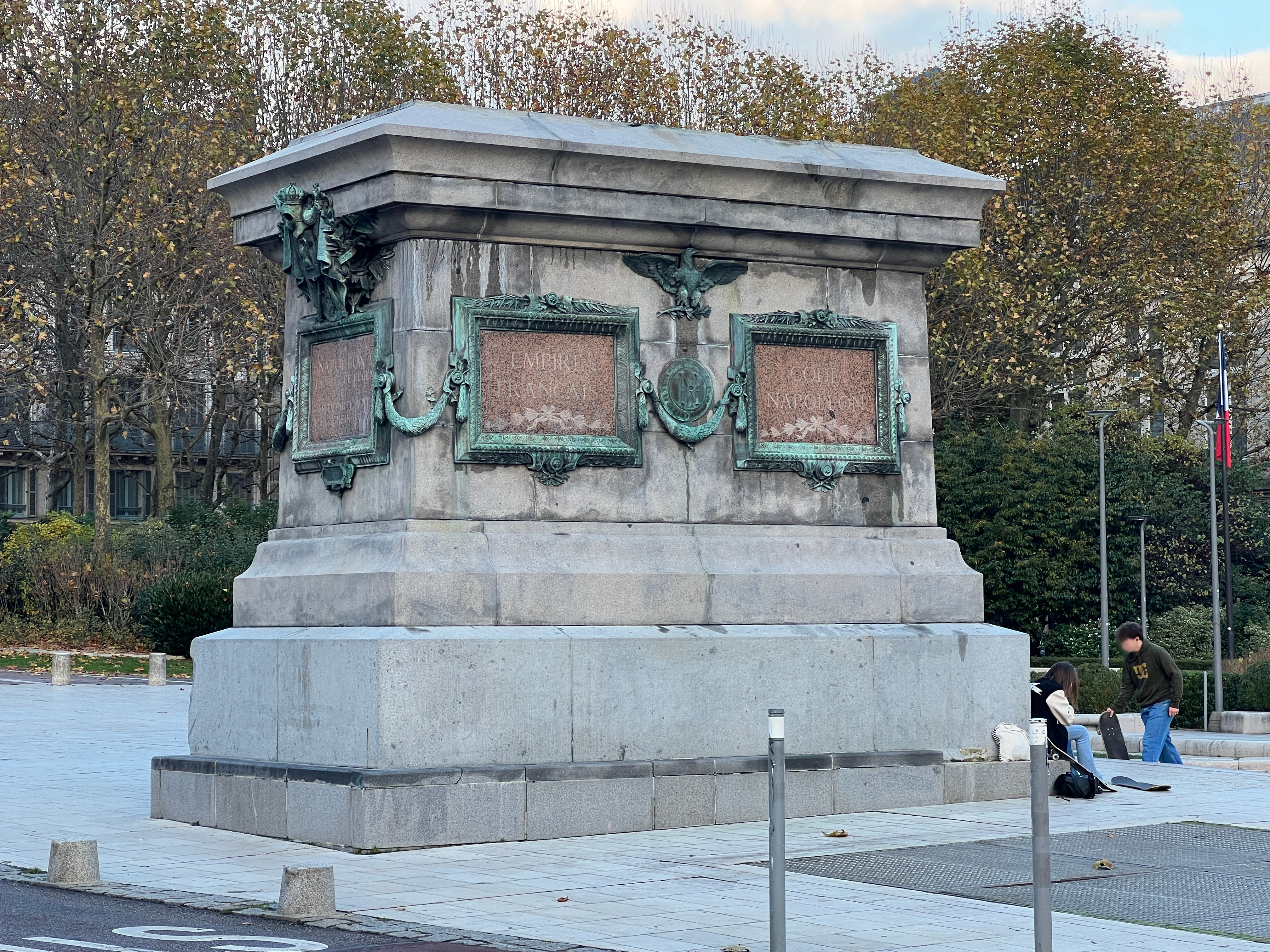
Le piédestal sans la statue durant sa restauration en novembre 2021.

À la suite de l'apparition d'une fissure dans le pied droit du cheval, la statue d'un poids de 4 tonnes est démontée le 2 juillet 2020 afin d'être restaurée à Saint-Rémy-lès-Chevreuse par la fonderie de Coubertin.
En septembre 2020, le maire de Rouen Nicolas Mayer-Rossignol annonce sa volonté de lancer une consultation civique sur la possibilité de remplacer la statue installée devant l'hôtel de ville par une statue ou une œuvre d'art dédiée à Gisèle Halimi. L'idée suscite de vives réactions, notamment sur les réseaux sociaux,. L'historien Thierry Lentz, directeur de la fondation Napoléon, rappelle alors que « Napoléon a participé à la prospérité de la ville en soutenant les manufactures textiles… C'était assez logique de voir les citoyens vouloir honorer ce souverain bienfaiteur. » Pour lui, le fait de retirer cette statue s'apparente à de « la destruction mémorielle ». Le Monument à Napoléon Ier a déjà failli être retiré par les successeurs de Verdrel : en 1881, « on projette de fondre le bronze pour en faire une statue de la République »,.
Une boîte métallique est ainsi mise au jour, disposée probablement quelques jours avant ou lors de l'inauguration dans le socle. Mise en lieu sûr, le temps de réunir les compétences nécessaires pour procéder à son ouverture, le coffre s'avère contenir « trois piles de papiers et un tube de laiton ». Les documents et le tube sont confiés à des restaurateurs afin d'être exploités par les historiens. Le fait est porté à la connaissance du public en février 2021.
En décembre 2021, la consultation civique est officiellement lancée par la mairie sur la question du retour de cette statue et plus généralement sur la représentation des femmes dans l'espace public. Au terme de cette consultation auxquels participent 4 080 votants sur les 110 000 Rouennais, 68 % des votants se déclarent favorables au retour de la statue de Napoléon sur la place du Général-de-Gaulle, tout en souhaitant à 65 % une plus grande présence féminine dans les dénominations des voies et des espaces publics,. À l'achèvement de la restauration, la statue a été remise sur son piédestal le 28 juillet 2022 en l'absence du maire et de ses adjoints, sous les cris de « Vive l'Empereur ! » et les applaudissements des spectateurs. Des drapeaux normands et français ont été brandis tandis qu'une partie de la foule a entonné des chants napoléoniens.

## Protection
Le monument est inscrit au titre des monuments historiques le 21 décembre 2021,. L'arrêté de classement du 19 décembre 2023 se substitue à l'inscription.